# 文景の治
文景の治（ぶんけいのち）は、中国前漢の文帝・景帝の統治期間（紀元前180年 - 紀元前141年）を表す。漢初は秦末期以来の戦乱によって社会経済は衰退しており、朝廷は国力の充実を図るために黄老治術を採用、民力の休養と、賦役の軽減を柱とした政策を実行した。
文帝は農業を重視し、数度にわたり農桑振興を命じている。また一定の戸数に三老・孝悌・力田を選抜し、彼らに賞賜を与えることで農業生産の向上を図っていた。また文帝2年（紀元前179年）と12年（紀元前169年）には田租の半減を実施、文帝13年（紀元前168年）には田租の全免を実施する。これとあわせて周辺少数民族に対する軍事行動を抑制するための和平政策も実施した。
文帝の生活自体も相当に質素であり、宮室内の車騎衣服も最低限のものとし、衣服も過度に長いものを禁じ、帷帳にも刺繡を行わないなどの徹底した倹約を行った。また諸国に対し献上品の抑制を命じている。これにより貴族官僚での奢侈が行われることはなく、その末年には民衆の生活は向上し、前漢の最盛期の基礎を築くと共に、次の時代となる武帝の匈奴遠征の物質的な基礎を築いた。